# Данковська Раїса Сергіївна

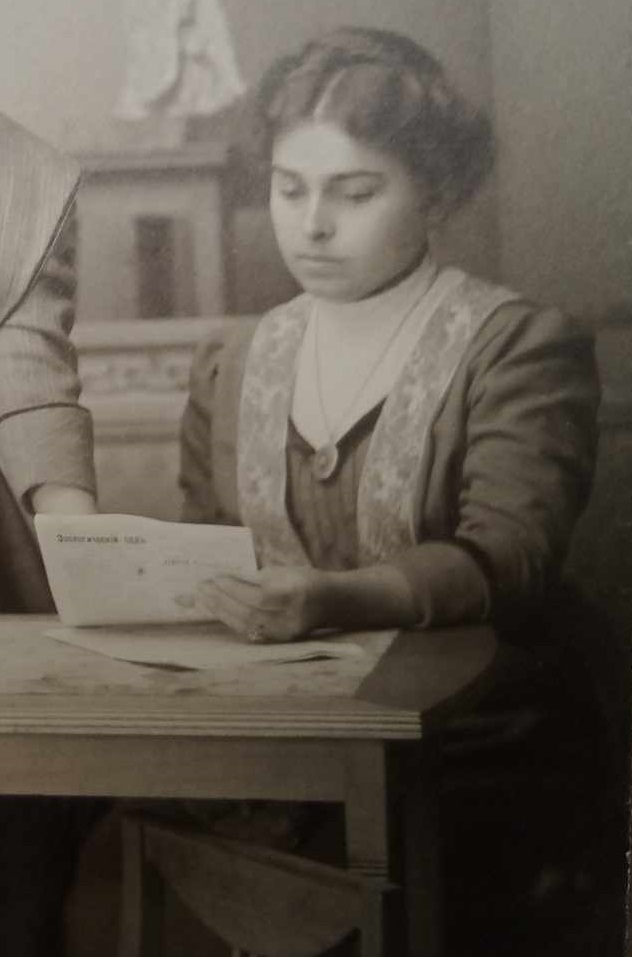
1910 р. Данковська Раїса Сергіївна

Данковська Раїса Сергіївна (1885, Новий Оскол, Новооскольський район, Бєлгородська область, Росія — 23 лютого 1956, Харків, Україна) — українська і російська етнографиня, музеєзнавиця та архівістка.

## Життєпис
Раїса Сергіївна Данковська народилась у 1885 р. в м. Новий Оскол на Білгородщині. У 1909 р. опублікувала свою першу наукову статтю «Малороссийские обрядовые печенья Курской губернии». У 1911 р. закінчила Вищі жіночі курси в Москві, історико-філософський факультет. З 1912 по 1917 рр. працювала вчителем у школі в Москві та в Товаристві любителiв природознавства, антропологiї, географiї та етнографiї при Московському університеті. З 1917 по 1919 рр. завідувала етнографічним відділом московських пересувних музеїв. У 1919 р. працювала в Строганівському художньому музеї. З 1920 р. працювала в Музеї Слобідської України, стала ученицею Миколи Федоровича Сумцова. Раїса Данковська була засновницею теорії етнографічної роботи у містах. Вона проводила систематичні етнографічні дослідження на Іванівці, Лисій та Холодній Горі у Харкові. З 1922 по 1929 р. Раїса Данковська була директором Музею Слобідської України. У 1929 р. її звільнили з Музею Слобідської Українни. У 1920-х рр. Раїса Данковська була науковим співробітником етнографічної секції Харківської науково-дослідної кафедри історії української культури, членом Етнографічного товариства у Києві. В 1937—1938 рр. Раїса Данковська працювала старшим архівно-технічним співробітником Московського відділення Архіву Академії наук СРСР. З 1947 р. Раїса Данковська знову проживала у Харкові. У 1953 р. працювала архіваріусом у Харківському тресті «Донбассэнергомонтаж». Померла 23 лютого 1956 р. у Харкові.

## Праці
- Данковская Р. С. Малороссийские обрядовые печенья Курской губернии // Этнографическое обозрение. — 1909. — № 1.[1]
- Данковская Р. С. Свадебные обряды у малороссов Грайворонского уезда в 1870-х годах // Этнографическое обозрение. — 1909. — № 2-3.
- Данковская Р. С. Печенье свадебных короваев в Змиевском уезде // Этнографическое обозрение. — 1915. — № 3-4.
- Данківська Р. Академік М. Сумцов яко діяч Музею Слобідської України // Науковий збірник Харківської науково-дослідної катедри історії української культури. — 1924. — Т. I.
- Данківська Р. С. Народні обрядові печива «горішки» // Записки етнографічного товариства. — 1925. — № 1.
- Данковская Р. С. Программа для собирания сведений об украшении окон в жилищах на окраинах городов и в селе // Бюлетень Музею Слобідської України. — 1925. — Ч.1.
- Данковська Р. Друга Всесоюзна конференція по краєзнавству в Москві // Шлях освіти. — 1925. — Ч.4.
- Данковская Р. С. Музей Слободской Украины // Известия Центрального бюро краеведения. — 1925. — Ч.4.
- Данковская Р. С. Этнографические предметы на осенней выставке музея Слободской Украины в 1925 г. // Этнография. — 1926. — № 1-2.
- Данковська Р. Музей Слободской Украины // Справочник СССР для иностранцев. — М., 1926.
- Данківська Р. Етнографічне дослідження українських обрядових печив // Науковий збірник Харківської науково-дослідної катедри історії української культури. — 1926. — Т. 2-3.
- Данковська Р. Этнографические предметы на осенней выставке в Музее Слободской Украины // Вечірнє радіо. — 1927. — № 342.
- Данковська Р. Про пам'ятні речі на Слобожанщині, пов'язані з ім'ям Сковороди // Бюлетень Музею Слобідської України ім. Г. С. Сковороди. — 1927—1929. — № 2-3.
- Данковська Р. Українські народні світильники. Ч.I. Лучина. Каганці // Науковий збірник Харківської науково-дослідної катедри історії української культури. — 1927. — Т. VII.
- Данковська Р. Санки в обряді «вечері» // Матеріяли до українсько-руської етнології. — 1929. — Т.XXI-XXII.